# Salvador Brotons i Soler
Salvador Brotons i Soler (Barcelona, España, 17 de julio de 1959) es un compositor y director de orquesta español. Desde 2008 es el director titular de la Banda Municipal de Barcelona y copropietario de la editorial musical Brotons & Mercadal.

## Biografía
Estudió flauta con su padre, y realizó los estudios musicales en el Conservatorio de Música de Barcelona consiguiendo los títulos superiores de flauta, composición y dirección de orquesta. Sus maestros fueron Antoni Ros-Marbà, Xavier Montsalvatge y Manuel Oltra. Fue primer flauta de la Orquesta del Gran Teatro del Liceo (1977-1985) y de la Orquesta Ciudad de Barcelona (1981-1985). 
El año 1983 recibió el premio Ciudad de Barcelona por la primera de sus sinfonías. Ha escrito otra sinfonía, Resplendor, un cuarteto, una sonata para viola y otras piezas de cámara. En 1987 fue nombrado director de la orquesta de la universidad de Portland, en Estados Unidos, donde residió hasta 1997. 

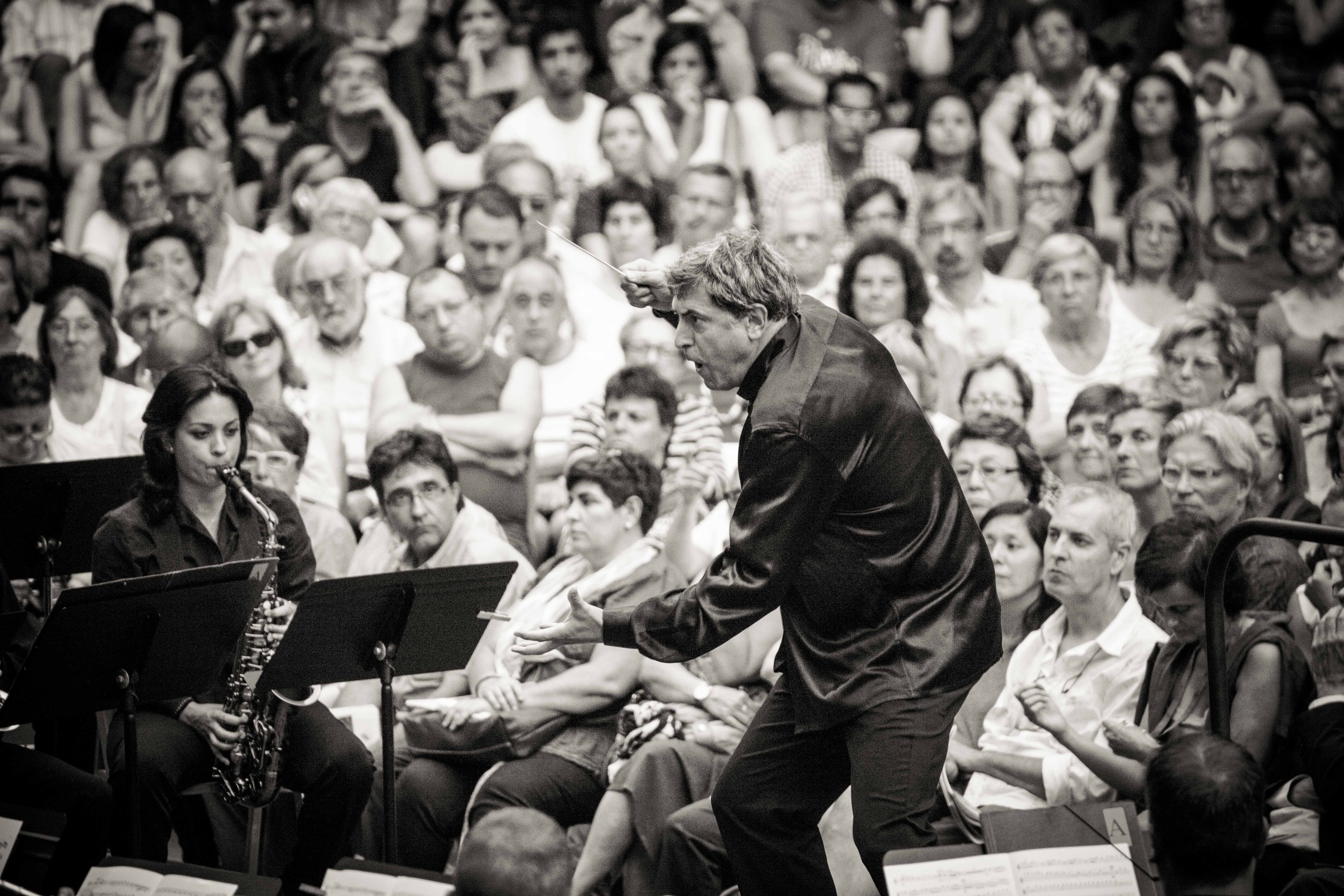
En julio del 2014, dirigiendo la Banda Municipal de Barcelona en la Plaza del Rey, de la misma ciudad.

Ha sido asistente de la orquesta sinfónica de la Florida State University (1986-1987), director titular de la Oregon Sinfonietta (1990-1993), de la Mittleman Jewish Community Orchestra (1989-1991), y de la orquesta de la Portland State University (1987-1997), universidad dónde también enseñó contrapunto, dirección de orquesta, literatura, e historia de la música. 
Desde el año 1991, es director titular de la Vancouver Symphony Orchestra (EE. UU.) al frente de la cual ha sido distinguido con el premio "Arts Council" otorgado por el Clark County y la ciudad de Vancouver. En España ha sido el director titular de la Orquesta Sinfónica del Vallés (1998-2002) y de la Orquesta Sinfónica de las Islas Baleares (1998-2001). También ejerce de profesor de dirección de orquesta y composición en la Escuela Superior de Música de Cataluña (ESMUC). 

## Composiciones
Entre sus composiciones destacan la ópera en dos actos Reverend Everyman (Florida State University, 1989), Sonata da Concerto para trompeta y banda (Universidad de Wyoming, 1992), Conmemorativa par a orquestra (Orquesta Sinfónica de RTVE, 1995), Concierto de flauta y orquesta (Conferenza dil Mediterraneo, Sicilia-Italia, 1997), la opereta en dos actos Abans del Silenci (Generalidad de Cataluña, 1998), Concierto para guitarra y orquesta (Fundación Cervantes de Varsovia, 1999), Essentia Vitae (Universidad de Arizona, 2000), el Septeto Prada 1950 (Festival Pau Casals de Prada, Francia 2000), Oda a Verdaguer (Ayuntamiento de Vich, 2001) y la ópera para niños El mercader dels somnis (UNICEF, 2002). 
También ha compuesto diversas sardanas: Port de la Selva (1979), Amunt (1978), Les encaixades (premiada en la XII Nit de la Sardana con el Premio Juventud, 1983), Señera, Germanor (1990), Atlanta 96 premiada y estrenada al inicio de los Juegos Olímpicos de 1996.